# 청수도서관 (서울)
청수도서관은 서울특별시 성북구에 있는 도서관이다.

## 연혁
- 2014년 2월 19일 개관.

## 이용 안내
이용 시간
- 매일 09:00 ~ 18:00

휴관일
- 매주 월요일
- 법정 공휴일
- 기타 관장이 도서관의 사정으로 정한 임시 휴관일